# Темпера
Темпера јесте сликарска техника. назив потиче од латинске ријечи temperare што упућује на глагол који означава "мијешање". Темпера спада у сликарске техике у којима се боја формира на начин да се бојени прашкасти пигмент везује са неком од материја (бјеланце, жуманце или гумиарабика)и на тај начин се добија ново једињење. Таква боја се може разрјеђивати са водом, а иначе је доста госта и веома покривна. Техника је веома стара. Потиче још из средњег вијека - "јајчана темпера" којом су осликаване иконе. И данас неки савремени умјетници припремају темперу по старим рецепрурама, вјерујући да је тај метод много квалитетнији од индустријски произведених боја.
Темпера се због својих физичких и хемијских особина лако везује за све врсте подлога. Најчешће се користи папир, али може да покрива и картон, дрво, стакло, пластику, платно итд. 
Иако важи за веома практичну технику (нарочито у основним школама за рад), мора се водити рачуна о дебљини наноса. Ако се изврши превише густо наношење, боја може да попуца и да се оруни са сликарске површине.
Како је веома захвалан сликарски материјал, нашла је примјену у разним гранама ликових умјетности.
За сликање се користе нешто грубље четкице/кистови, него што је то случај код сликања акварел бојама.
Осим декоративног плошног сликања, темпера је веома погодна за моделацију и модулацију ликовних облика. Она не подноси наметљиве боје, док се са пригушеним и оплемењеним бојама могу постићи мајсторска дјела. Рафинираност, једноставност и чистоћа боје, главне су одлике мајстора темпере.
Византијски сликари су се користили техником темпере приликом израде икона-иконописања, стварали мајсторска умјетничка дјела, док су италијански сликари, током ране ренесансе, поново открили њен потенцијал.